# Team Silent
Team Silent是Konami Computer Entertainment Tokyo（簡稱KCET）的一個研發團隊，負責《寂静岭系列》從1999年到2004年的前四代遊戲，後來改由外部的Climax Studios、Double Helix Games與Vatra Games歐美公司來開發之後的沉默之丘遊戲系列作。
除了作曲家山岡晃外，Team Silent還包含了曾在其他計畫上失敗的工作人員以及在寂静岭遊戲大賣前決意離開公司的成員。根據內部員工透露，研發團隊最後被解散的原因是Konami希望由歐美開發者來接手這款遊戲。2005年4月，KCET併入母公司Konami。
主要的成員包含：
- 伊藤暢達： 《沉默之丘2》與《沉默之丘3》的美術總編。
- 中澤一英：《沉默之丘3》的設計者。
- 北尾剛三： 《沉默之丘》、《沉默之丘2》與《沉默之丘3》的執行製作人。
- 今村哲裕：《沉默之丘2》的製作人，《沉默之丘4：密室驚魂》的副製作人。
- 坪山優史：《沉默之丘2》的設計者，《沉默之丘4：密室驚魂》的美術總編輯。
- 大和久宏之： 《沉默之丘2》與《沉默之丘3》的編劇，也是《沉默之丘》的副設計師。[6]
- 佐藤隆喜：《沉默之丘》、《沉默之丘2》的電腦繪圖創作者，後來加入了 Virtual Heroes, Inc.（英语：Virtual Heroes, Inc.）。
- 外山圭一郎： 《沉默之丘》的設計者，後來離開並加入了 SCE Japan Studio，創造了死魂曲遊戲系列。
- 村越卓：《沉默之丘2》的劇本設計者，《沉默之丘4：密室驚魂》的設計者與劇本撰寫者。
- 山岡晃： 系列作的音樂負責人，《沉默之丘3》與《沉默之丘4：密室驚魂》的製作人，後來離開科樂美加入了 Grasshopper Manufacture。